# برتی می
 برتی می  (به انگلیسی: Bertie Mee) (زاده ۲۵ دسامبر ۱۹۱۸ - درگذشته ۲۲ اکتبر ۲۰۰۱) بازیکن و مربی سابق اهل انگلستان بود. او سابقه مربی‌گری در تیم آرسنال را دارد.